# Rem Koolhaas
Rem Koolhaas (Rotterdam, 1944. november 17. –) holland építész. 1975-ben alapította meg három munkatársával az Office for Metropolitan Architecture (OMA) elnevezésű irodáját. Az 1978-as Delirious New York: a retroactive manifesto for Manhattan című  munkája tette világszerte ismertté, mely azóta a kortárs építészet alapművei között van számon tartva.
2000-ben a Pritzker-díj díjazottja lett. 2010-ben a Velencei Építészeti Biennálé életműdíját, az Arany Oroszlán díjat kapta meg, 2014-ben pedig az építészeti kiállítás kurátora lett.
Koolhaas és az OMA legfontosabb alkotásai a hágai Holland Táncszínház, a fukuokai Nexus Housing, a rotterdami Kunsthal modern művészeti kiállítócsarnok, a portói Casa da Música koncertterem, a párizsi Villa dall Ava és a Très Grande Bibliothèque, illetve a seattle-i városi könyvtár épülete.

## Képtár

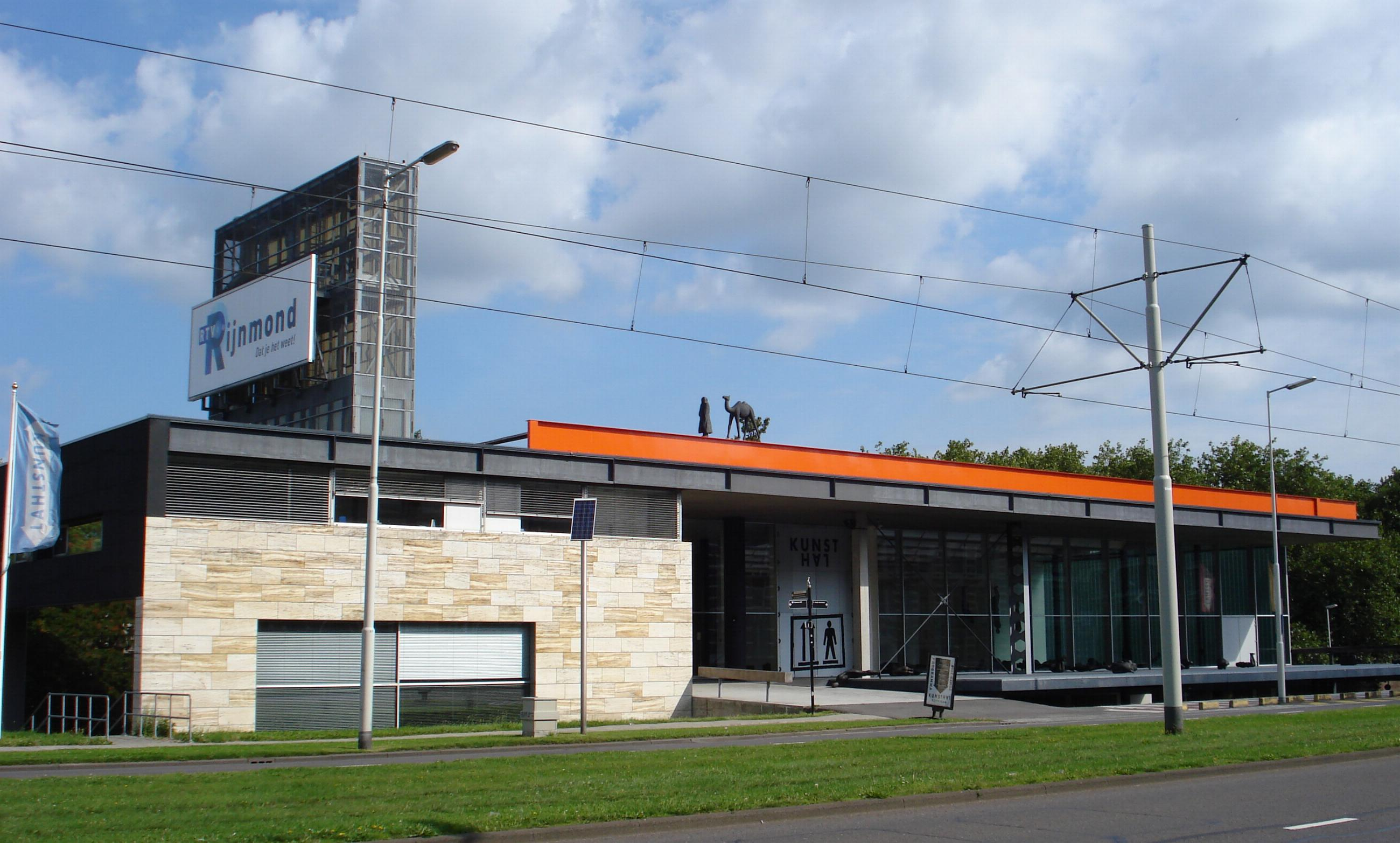
Kunsthal művészeti kiállítócsarnok, Rotterdam
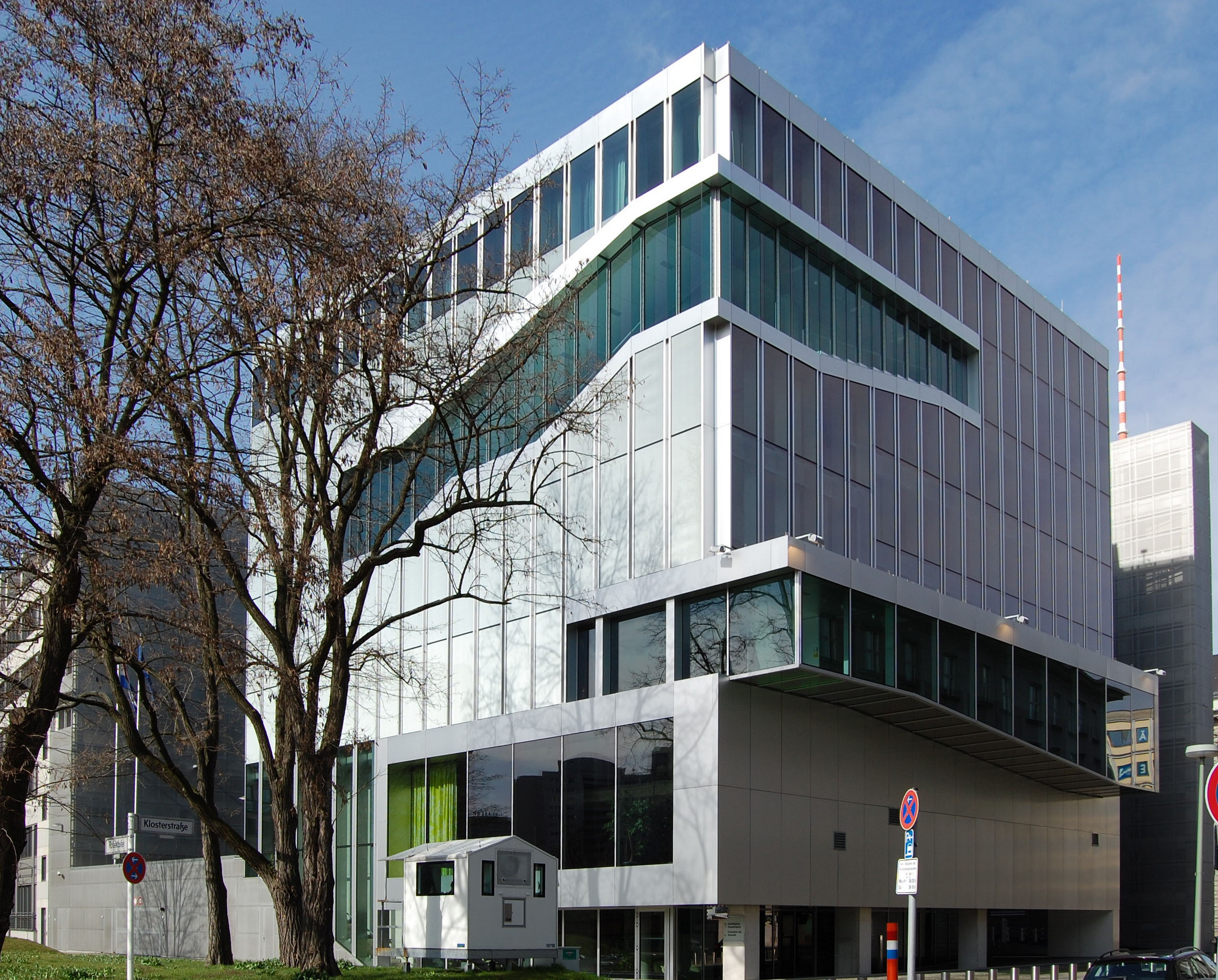
Holland nagykövetség, Berlin
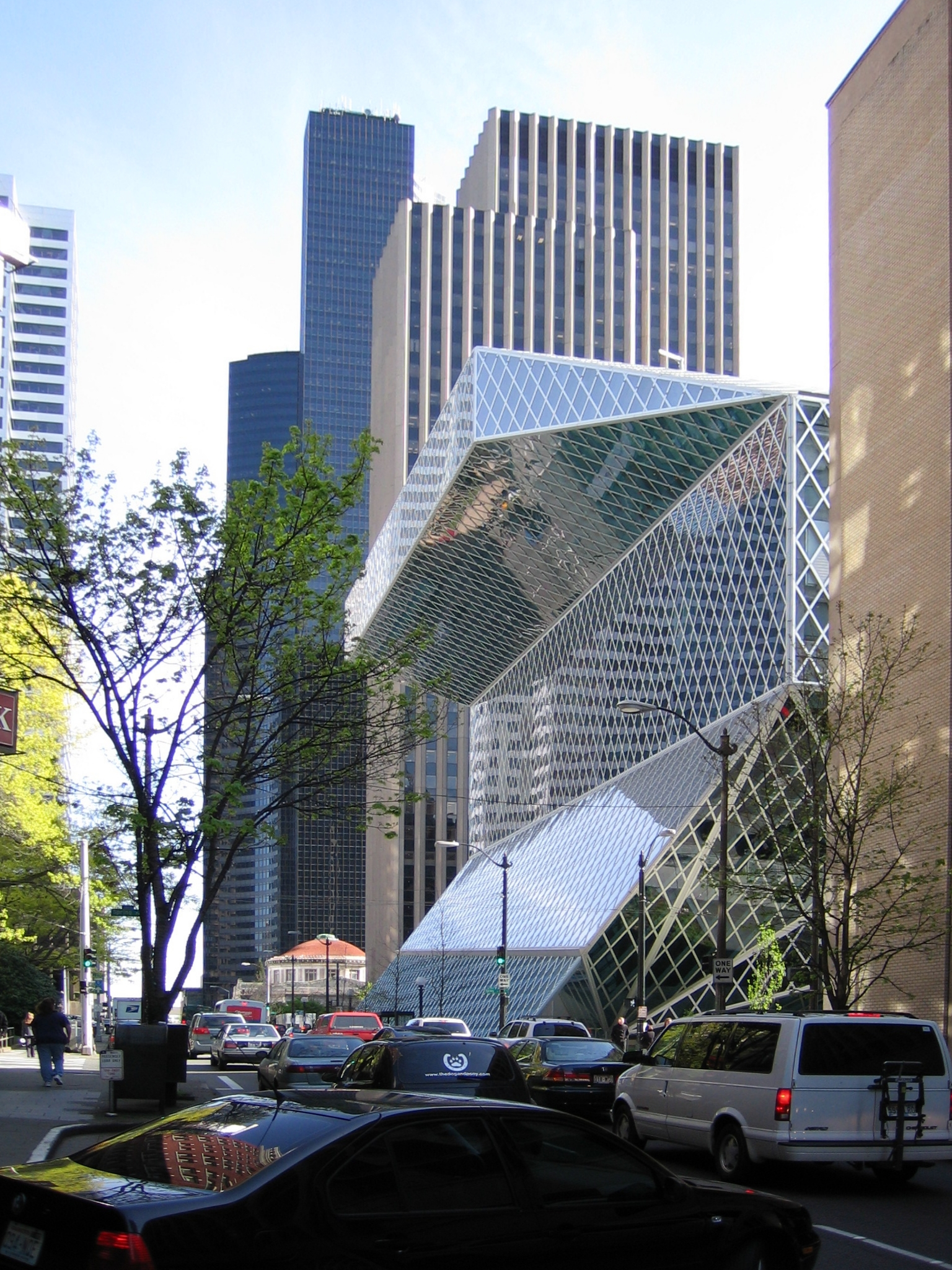
Városi könyvtár, Seattle
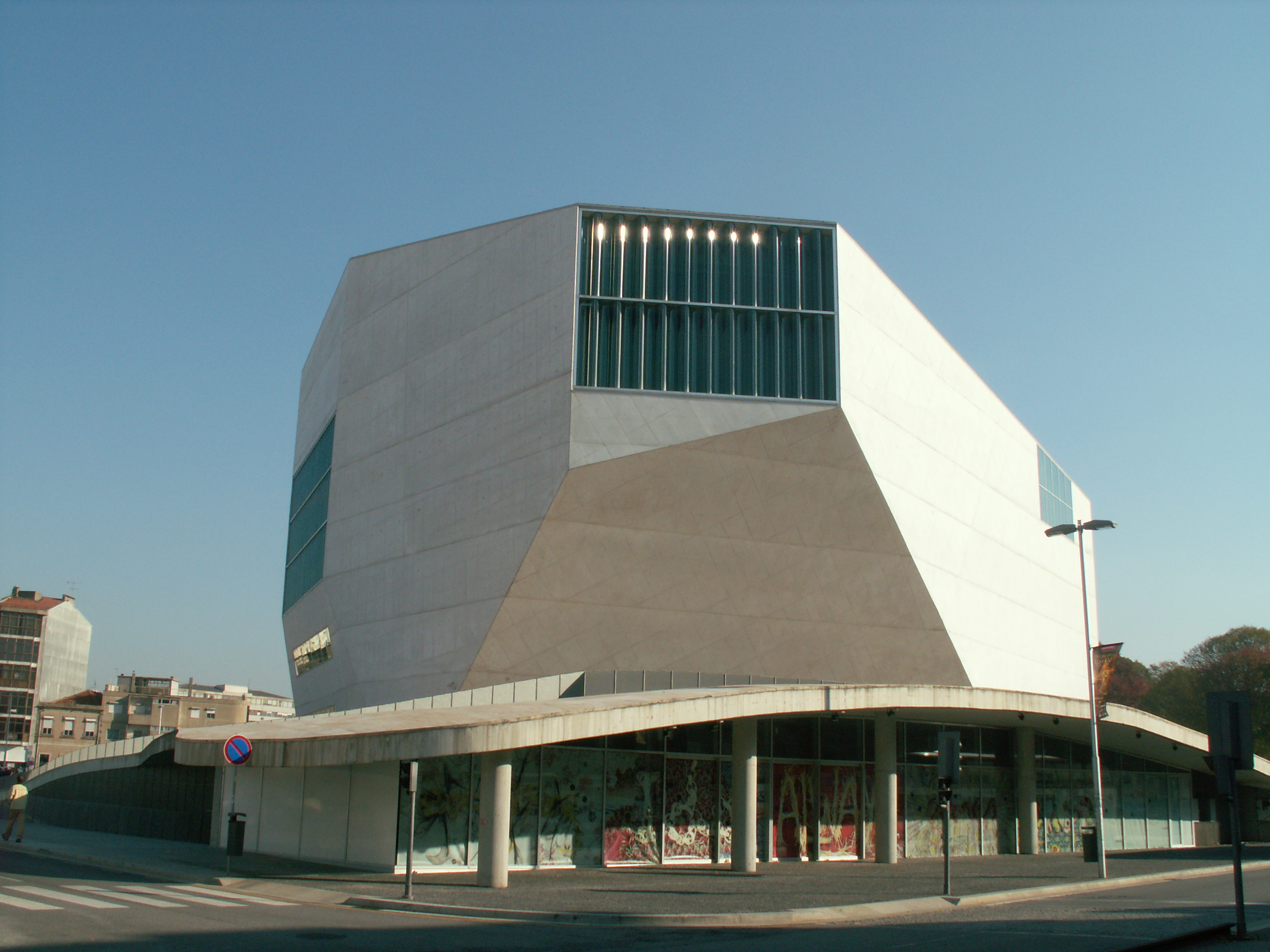
Casa da Música, Porto
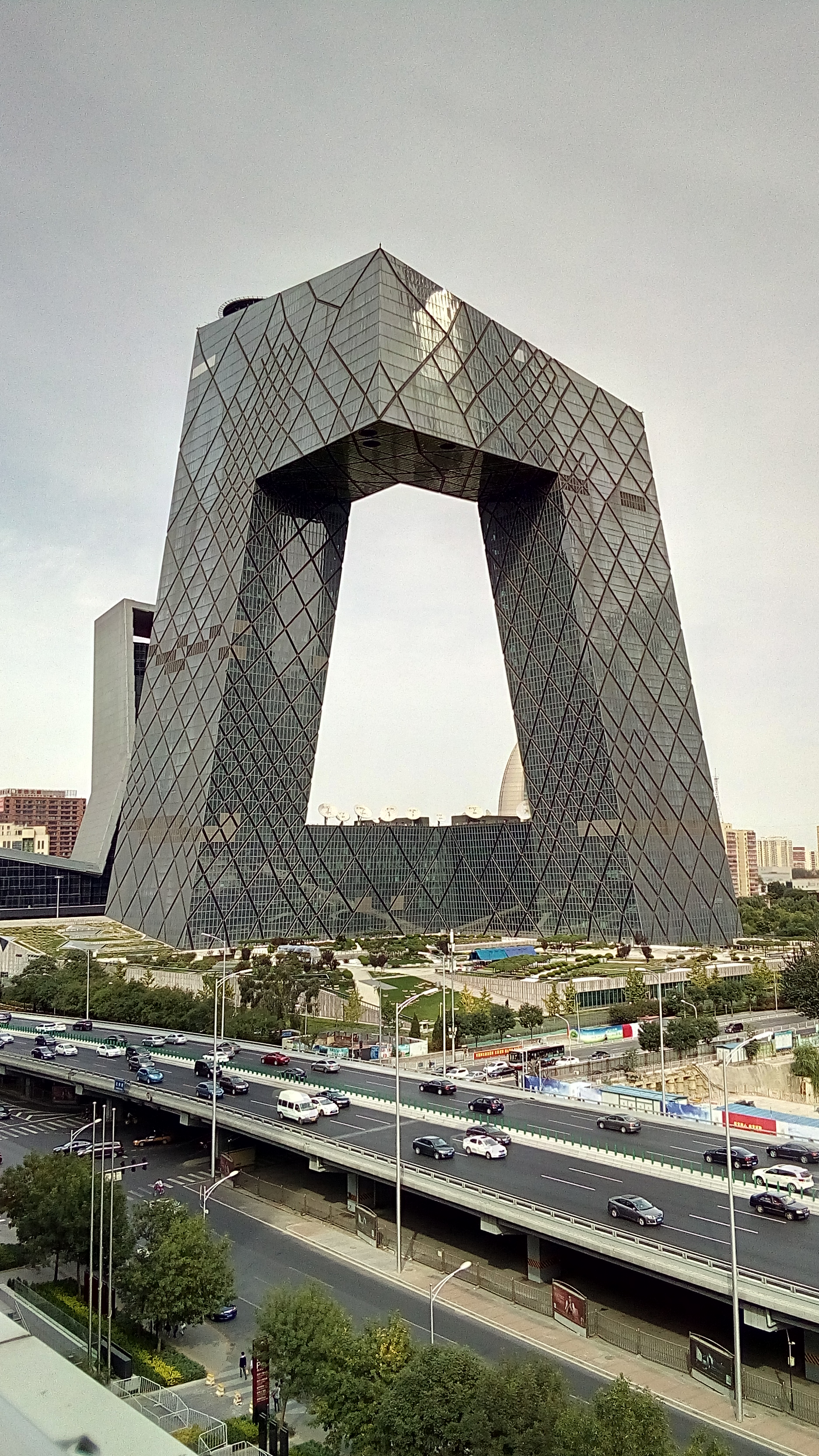
China Central Television Headquarters, Peking